# Somebody Dance with Me
„Somebody Dance with Me“ е песен на швейцарския певец DJ BoBo с участието на Емел Акинат. Издадена е през ноември 1992 като втори сингъл от албума Dance with Me. Това е първият голям хит на DJ BoBo, достигайки върха на официалната швейцарска класация на сингли. Somebody Dance with Me беше хит и в Швеция. Там достигна първо място. В Австрия, Норвегия и Нидерландия достигна трето място, в Германия – четвърто, а в Австралия – 13 място.

## Музикален видеоклип
Музикалното видео беше заснето в музикално събитие с публика и изпълнители на песента с различни танцьори. Според DJ Bobo, видеоклипът е заснет само с бюджет от 3000 швейцарски франка.

## Remady 2013 mix
През 2013 г. продуцентът на швейцарската музика Remady пуска ремикс на песента „Somebody Dance with Me (Remady 2013 Remix)“ от DJ BoBo с участието на Manu-L. Пистата е известна още като „Somebody Dance with Me 2k13“ и е предназначена да съвпадне с 20-годишнината от хита на DJ Bobo, който направи класациите през 1993 година.

### Музикален видеоклип
Музикалният видеоклип, режисиран от Combo Entertainment, започва с DJ BoBo, прикрит с качулка със спортно яке, което играе оригиналния хит на касетофона му, докато минава пред стената графити, написана с 1993 година. Прехвърлянето на рекордера към крака му, прилежащите графити се разкрива през 2013 г.
По-късно във видеото младежите са показани, че правят танци, пробив и спортове пред стената, вписани с двете години, като 2013 г. сочат към 1993 г. В края на видеото DJ Bobo се раздели с усмивка от графитите стената, докато сваляте качулката към камерата.
Останалата част от видеото е действително кадри от записите в студиото, които показват Remady, DJ Bobo и Manu-L.